# Carl Spitzweg
Carl Spitzweg (også Karl Spitzweg, født  5. februar 1808 i München, død 23. september 1885 i München) var en tysk genremaler.
Spitzweg var nærmest autodidakt, ernærede sig en tid som provisor på et apotek i sin fødeby og kom først sent helt ind på kunstvejen. Stadig bosat i München i en lille lejlighed højt til vejrs med den udsigt over byens gamle hustage som man også træffer i hans billeder, malede han landskaber og arbejdede for det humoristiske tidsskrift Fliegende Blätter. Den humoristiske evne, han her lagde for dagen, udnyttede han derefter − i modsætning til meget af samtidens tyske kunst − i koloristiske genrestykker hvor han godmodig-muntert tager filisteren på kornet; han fremstillede den tyske biedermeierzeit med dens købstadssmålighed og romantik, dens gemyt og humor. I disse folkelivsskildringer har han ikke få træk til fælles med vennen Moritz von Schwind. 
Spitzweg malede Kirchgang bei Dachau "Kirkegang ved Dachau" (galleri i Dresden), Skolemesterens Serenade (museum i Hannover), Den hypokondre, De to Eremitter, Postvognen, Natlig Runde, Bogormen, Serenade, Antikvar, Terrassi, Skuespillerselskab, fire billeder i Hamburgs Kunsthalle og mange andre. 
Et af hans betydeligste arbejder er Badende Frauen am Meer bei Dieppe ("Badende Kvinder ved Dieppe", Alte Nationalgalerie i Berlin, som var resultatet af en studierejse 1851 med Eduard Schleich til Paris, London og Antwerpen.  Billedet står i malerisk gæld til Eugène Isabey, og Spitzwegs pensel tog koloristisk næring af denne rejse; under påvirkning af blandt andre Delacroix og Diaz kom han spredtvis ind på en art farvesønderdeling af impressionistisk karakter. 
Spitzwegs anseelse var i stigen i årene efter hans død, og der udkom flere Spitzweg-album, blandt andet Die gute alte Zeit. Zeichnungen von Karl Spitzweg.
Kunsthistoriker Richard Muther siger om ham: "han var et Geni, der i sig forenede tre Egenskaber, der tilsyneladende modsiger hinanden: Realisme, Fantasi og Humor". 
- Badende Frauen am Meer bei Dieppe
o. 1859
- Carl Spitzweg
 o. 1860
- Frimærke i 200-året.
Motiv: Der arme Poet, Den fattige digter
- Ein Hypochonder
 o. 1865